# Joseph Dominikus von Lamberg

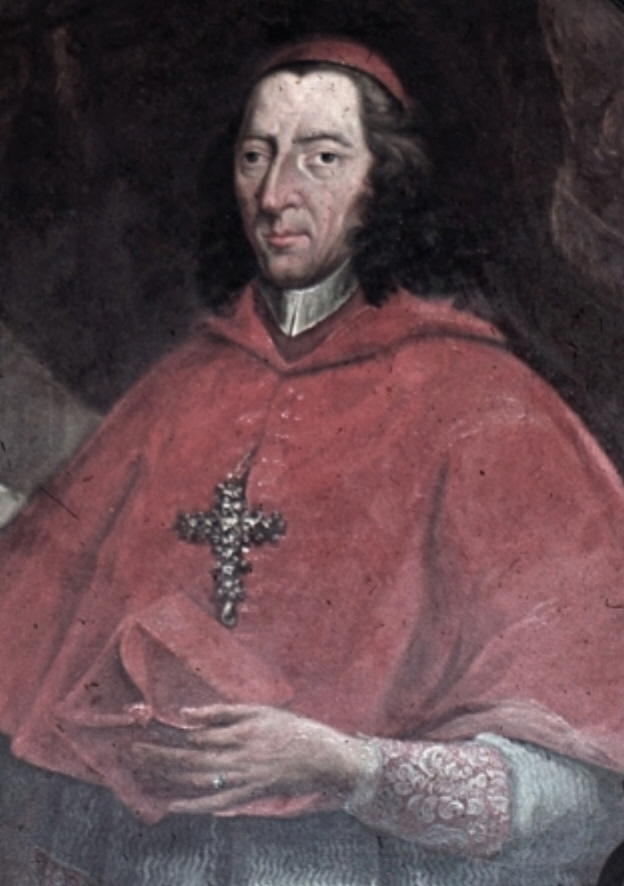
Kardinal Joseph Dominikus von Lamberg; Porträt auf seinem Grabdenkmal im Passauer Dom

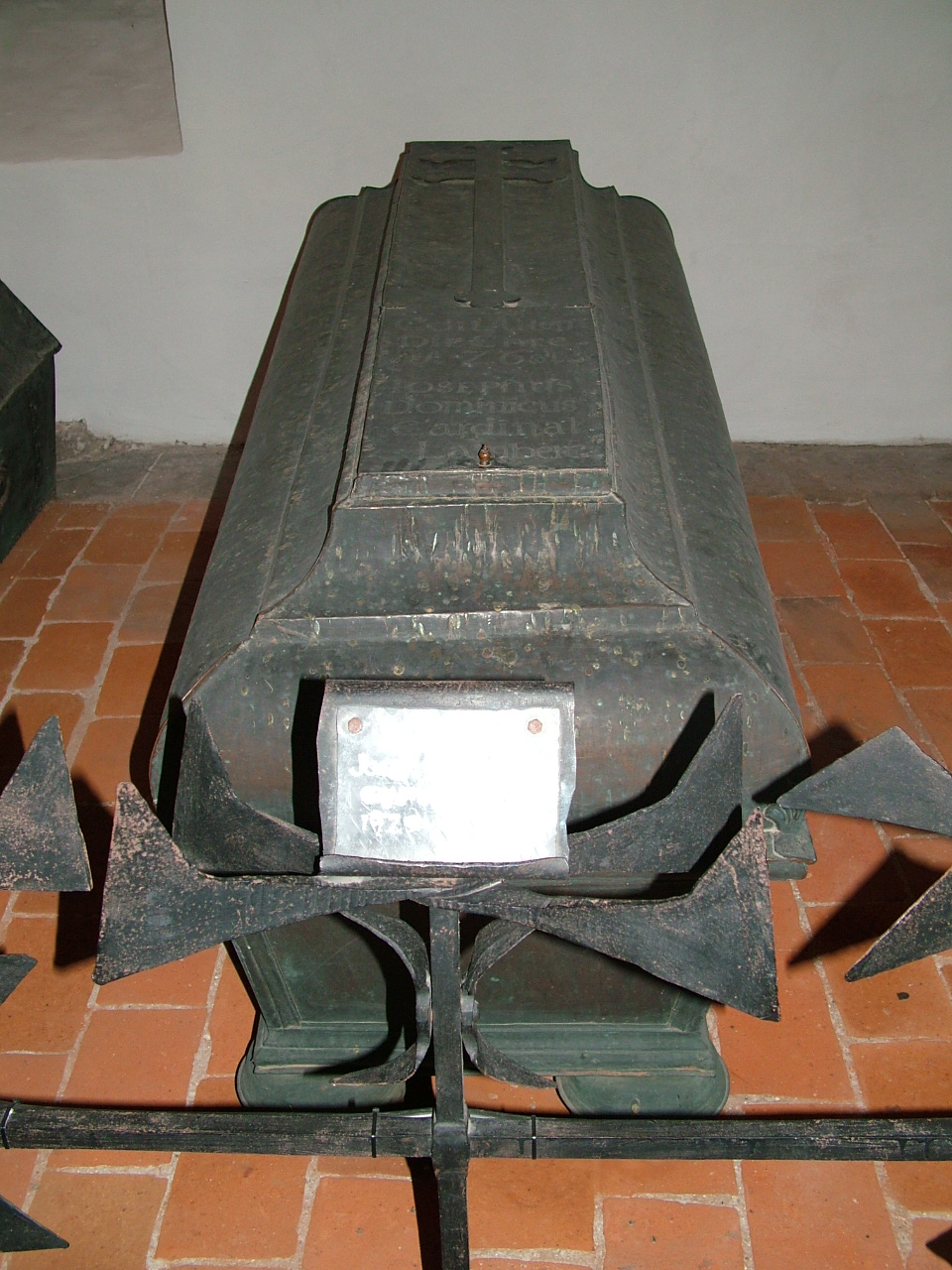
Grabstätte von Kardinal Lamberg in Passau

Joseph Dominikus Lamberg (auch Joseph Dominikus Graf von Lamberg; * 8. Juli 1680 auf Schloss Lamberg in Steyr; † 30. August 1761 in Passau) war Fürstbischof im Bistum Passau und Kardinal aus dem Adelsgeschlecht Lamberg.

## Leben
Der Neffe des Kardinals Johann Philipp von Lamberg studierte in Rom, Bologna und Besançon und empfing am 21. September 1703 in Passau die Priesterweihe. 1706 Dompropst in Passau, 1707 Domkapitular im Erzbistum Salzburg, wurde er 1712 Bischof des Bistums Seckau. Die Bischofsweihe spendete ihm am 4. Juli 1712 im Salzburger Dom der Erzbischof von Salzburg Franz Anton von Harrach; Mitkonsekratoren waren Franz Anton Adolph von Wagensperg, Bischof von Chiemsee, und Philipp Karl von Fürstenberg (1669–1718), Bischof von Lavant.
1723 wurde er der 68. Bischof von Passau. 1729 verzichtete er gegen den Widerstand des Domkapitels zugunsten der neuen Erzdiözese Wien auf den Distrikt unter dem Wienerwald mit 64 Pfarreien zwischen Wien und Wiener Neustadt. Im Gegenzug erreichte er die Exemtion seines Suffraganbistums aus der dem Erzbischof von Salzburg unterstehenden Kirchenprovinz.
Am 20. Dezember 1738 erhob Papst Klemens XII. Lamberg auf Vorschlag von Kaiser Karl VI. zum Kardinalat und übersandte ihm das rote Birett. Erst am 16. September 1740 empfing er vom Papst den Kardinalshut und nahm als Kardinalpriester seine Titelkirche San Pietro in Montorio in Besitz.
Während seiner langen Amtszeit als Bischof von Passau wurden viele Kirchen und Klöster im Stil des Spätbarock oder Rokoko neu erbaut beziehungsweise umgestaltet und von ihm geweiht. Der Fürstbischof kümmerte sich vor allem um den Ausbau des deutschen Schulwesens und unternahm etwa hundert Visitationsreisen. Auch der ab 1732 erfolgte Ausbau der fürstbischöflich-passauischen Bibliothek wurde von Joseph Dominikus von Lamberg gefördert. Er ist in der Bischofsgruft im Dom St. Stephan bestattet.